# İşkembe çorbası

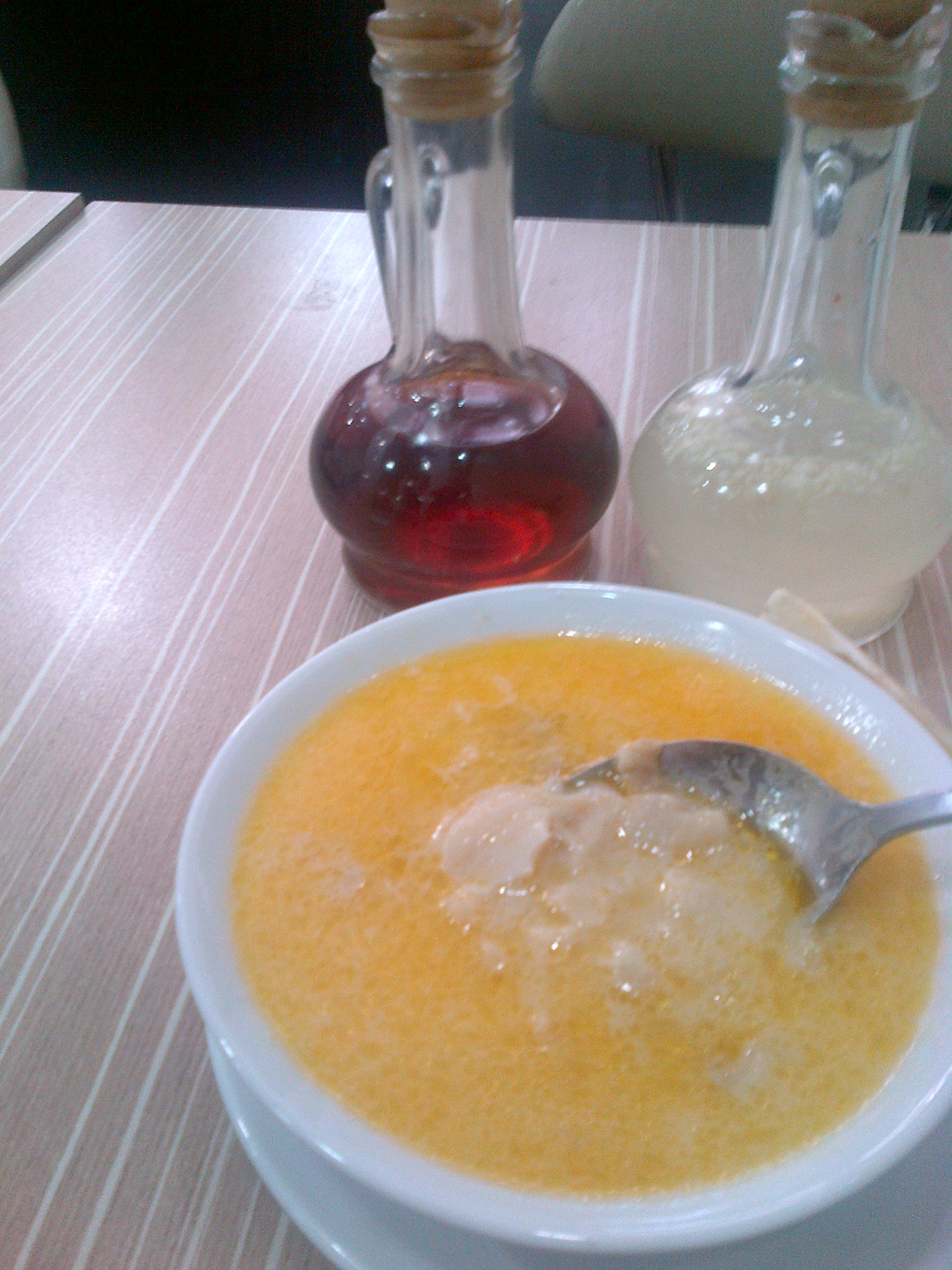
İşkembe amb salsa d'all i vinagre.

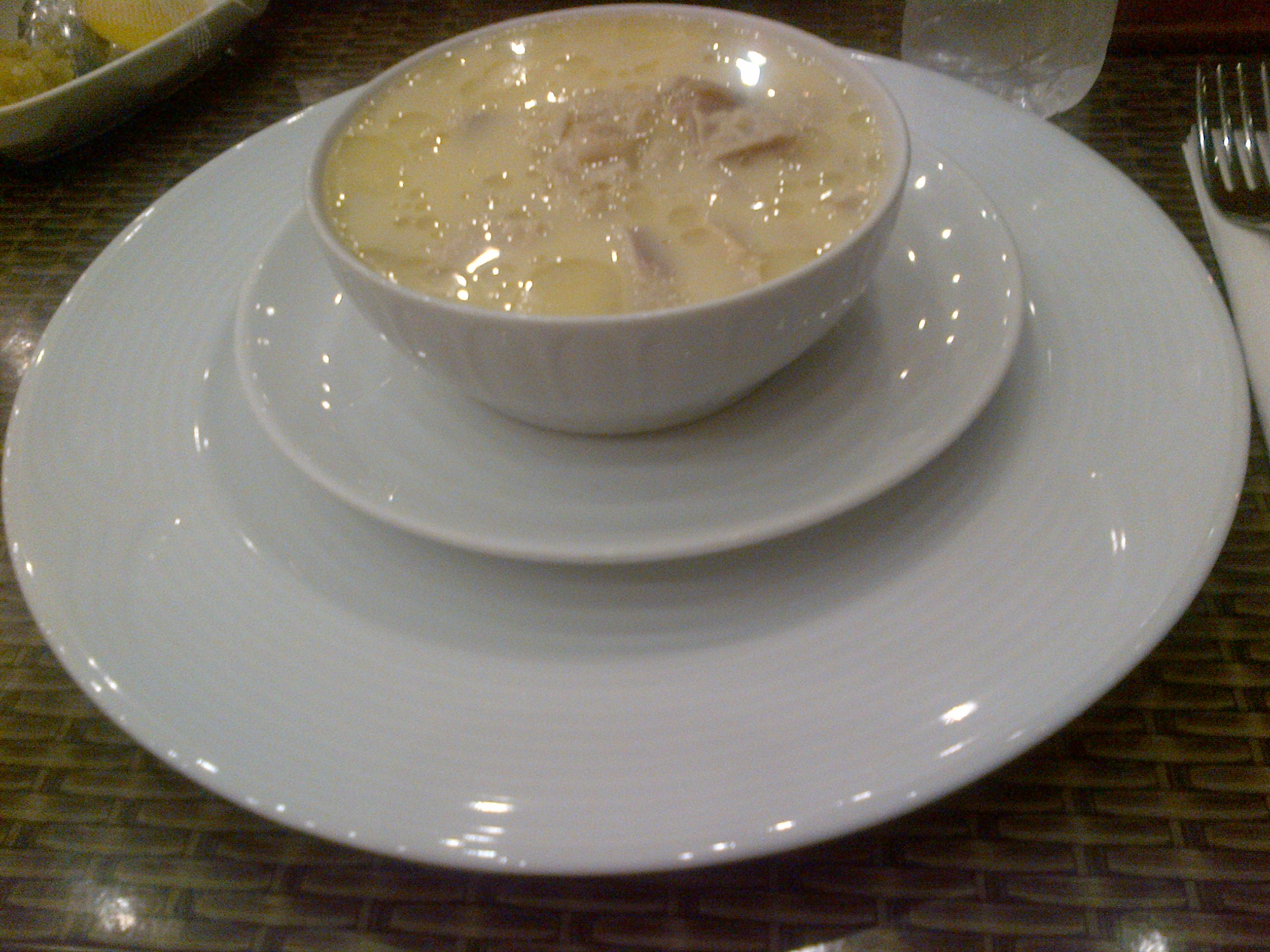
El Tuzlama de la cuina turca és una varietat d'işkembe çorbası.

L'İşkembe o İşkembe çorbası en turc, ciorbă de burtă en romanès, és una especialitat culinària dels Balcans i l'Orient Mitjà. Es tracta d'una sopa de tripes blanquinosa. Se sol menjar amb una salsa d'all i vinagre o amb l'all i suc de llimona. A Romania també acostuma a afegir-se-li smetana.

## A la cultura turca
A Turquia aquesta sopa tradicional de la cuina generalment es consumeix en restaurants especialitzats que es diuen işkembeci. Els işkembecis serveixen quatre varietats de sopes de budell: İşkembe çorbası, tuzlama, damar i şirden. Aquestes es qualifiquen segons la part de les tripes o forma de tall, la més cara sent "damar". Totes aquestes sopes es veuen com un remei de ressaca, de manera que els işkembecis generalment se situen en els barris amb vida de nit i gairebé sempre són oberts 24 hores els 365 dies de l'any.
Els işkembecis també serveixen altres plats de menuts com ara el kokoreç, beyin salata (amanida de cervell bullit), paça (guisat de potes d'ovella) o sopa de les carns (especialment de les galtes) del cap d'ovella (kelle) o les mateixes carns de kelle (galtes, llengua, cervell, antigament fins ulls) al forn.